# Данава (династия)
Династия Данавов была первой легендарной династией правителей в Праджйотише, основанной Махирангой Данавой. Династия происходила из Кираты. Эти правители упоминаются в Калика-пуране, но археологических свидетельств, подтверждающих их существование, нет.
Династия Данава состояла из вождей Кирата; последний из которых, Гхатакасура, был убит и сменён Наракасурой.

## Преемственность
- Махиранга
- Хатакасура
- Самбарасура
- Ратнасура
- Гхатакасура